# رقاع مهوع
رِقَاع مُهَوَّع أو خَشَب المسك هي شجرة من جنس رقاع في الفصيلة الأزدرختية. إنها شجرة أبيدة بأوراق خضراء داكنة لامعة جميلة وتاج واسع الانتشار. أزهارها ذات الرائحة الحلوة تجذب النحل والطيور.

## معرض الصور

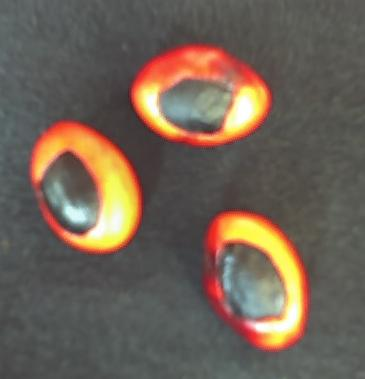
بذور
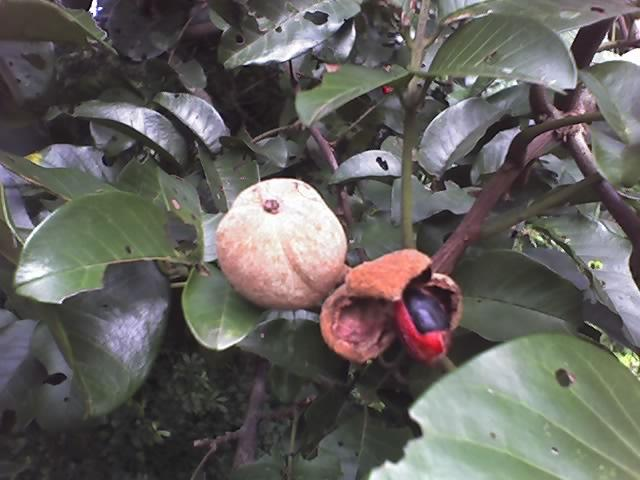
الثمار والبذور
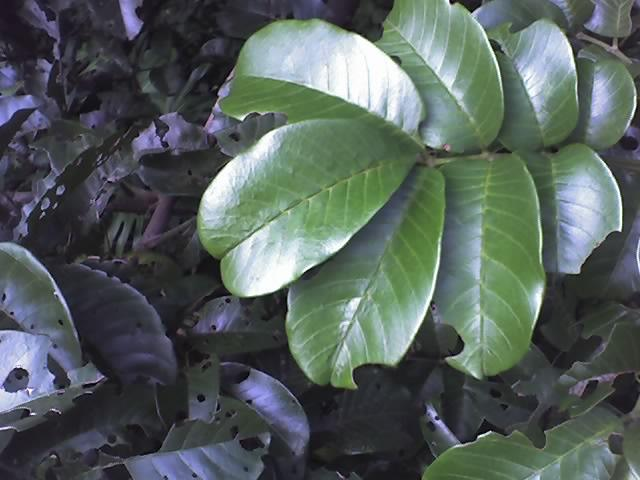
اوراق اشجار
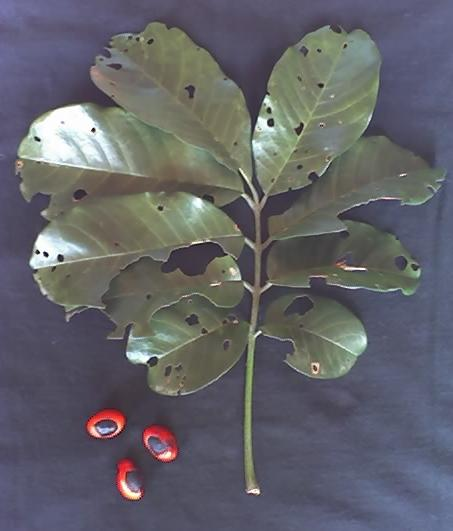
البذور والأوراق المركبة (تظهر تلف الحشرات)